# Ricardo Alberto Tau
Ricardo Alberto Tau (Ciudad de Buenos Aires, 6 de agosto de 1932-15 de enero de 2022) fue un artista, docente y grabador argentino. Participó de grupos de divulgación artística en la década del 70, orientados al conocimiento popular e innovación del mundo del grabado.

## Vida
Ricardo Tau, nacido de la unión de Elvira y Francisco, descendiente de inmigrantes italianos que emigraron a la Argentina durante el siglo XX, nació el 6 de agosto de 1932. Sus primeros años transcurrieron en la zona norte de la provincia de Buenos Aires, alternando con estadías en el barrio de Belgrano, donde cursó su formación en la escuela primaria N°1 D.E. 10 "Casto munita". Desde una edad temprana, Ricardo Tau mostró un interés y talento excepcional por las artes visuales. Esta pasión lo llevó a buscar activamente sus primeros trabajos en la creación de diseños para pequeños negocios en su barrio, demostrando una creatividad y habilidad que marcarían el rumbo de su carrera futura.
Luego de egresarse de la Escuela de Bellas Artes Manuel Belgrano y de la Escuela Nacional de Bellas Artes Prilidiano Pueyrredón, desde la década del 60 se dedicó a la docencia en la Escuela Nacional de Bellas Artes "Luciano Fortabat" (ubicada en Azul). Mientras desarrollaba su labor docente, también comenzó a adentrarse en el mundo del grabado, donde se destacó notablemente en las técnicas de aguafuerte, xilografía y litografía. 
Sus exposiciones y participación en concursos le valieron para hacerse con numerosas distinciones y premios dentro y fuera del país. Abriéndose paso en el ambiente, comenzó a exponer en la Galería Lirolay. Hasta llegó a representar la disciplina del grabado en la ciudad de Madrid, en 1966. Además expuso sus obras en reiteradas ocasiones en Alemania, Suiza y España. 
Entrada la década del 70 funda el Grupo Gráfico Buenos Aires, junto a Juan Carlos Romero, Julio Muñeza, César Fioravanti, Horacio Beccaría y José Luis Macchione. Uno de los primeros movimientos en Argentina dedicado al grabado, que tuvo gran reconocimiento dentro de Latinoamérica. Destinado a la divulgación popular de la técnica de grabado, se llevaban a cabo demostraciones abiertas al público en la antigua Plaza Fray Mocho.
Luego de jubilarse de su cargo de enseñanza, llegado el año 2000, Tau siguió dedicándose de manera independiente al grabado, 

## Distinciones
- Salón de Artes Plásticas de Azul (Primer Premio, 1961)
- Salón Nacional de Artes Plásticas (Mención, 1962)
- Premio Coronel Cesáreo Díaz (1963)
- Premio Felipe M. Guibourg (Tercer Premio, 1965)
- Salón de Artes Plásticas de Quilmes (Tercer Premio, 1965)
- Galería Siglo XX (Medalla, 1965)
- Salón de otoño de San Fernando (Primer Premio, 1966)
- Salón municipal de Artes Plásticas Manuel Belgrano (Segundo Premio, 1966)